# Iragua perplexa
Iragua perplexa är en insektsart som beskrevs av Young 1977. Iragua perplexa ingår i släktet Iragua och familjen dvärgstritar. Inga underarter finns listade i Catalogue of Life.